# Petr Hlaváček (technolog)
Petr Hlaváček (23. února 1950 Boršice – 10. ledna 2014 Uherské Hradiště) byl český obuvnický expert, vysokoškolský pedagog a výzkumník. Jeho odborným zaměřením bylo studium přípravy a realizace výroby materiálů obuvnického průmyslu, ergonomie obuvi (zejména pro diabetiky) a studium historické obuvi.

## Život
Vyrostl na Slovácku v Boršicích v okrese Uherské Hradiště. V letech 1965 až 1969 vystudoval Střední průmyslovou školu kožařskou ve Zlíně. Pracoval v n. p. Svit, též jako mistr výroby. Od roku 1970 do roku 1979 dálkově studoval na zlínské Fakultě technologické VUT v Brně. Od roku 1979 začal pracovat jako vysokoškolský učitel na Fakultě technologické VUT.
V letech 2007 až 2011 byl děkanem Fakulty technologické Univerzity Tomáše Bati ve Zlíně. Do funkce byl zvolen akademickým senátem FT ve volbách dne 15. června 2007 a jmenován byl rektorem 1. července 2007. Slavnostně byl inaugurován 10. října 2007. V roce 2011 na začátku dalšího funkčního období odstoupil ze zdravotních důvodů.

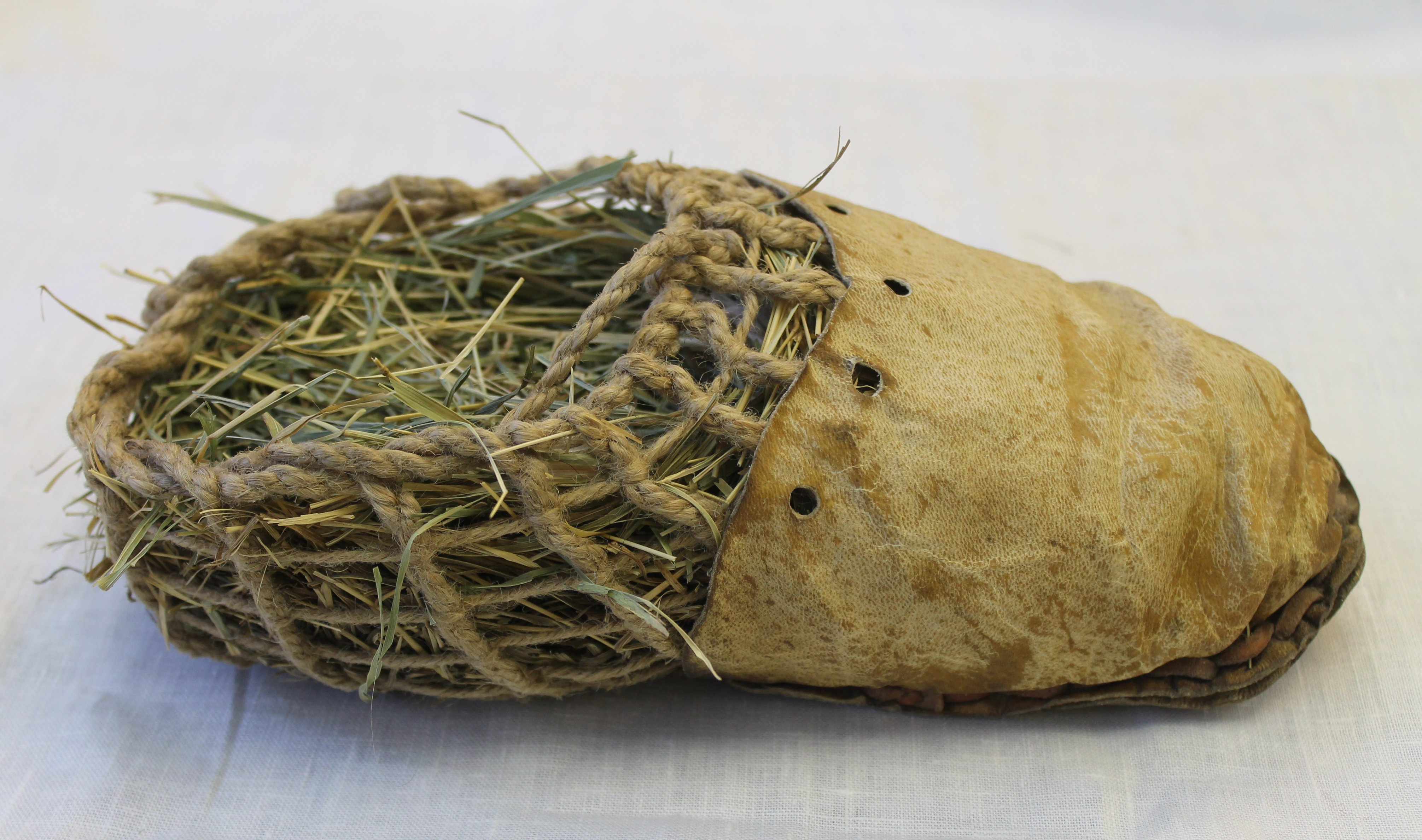
Replika asi 5000 let staré Oetziho obuvi nalezené v Alpách

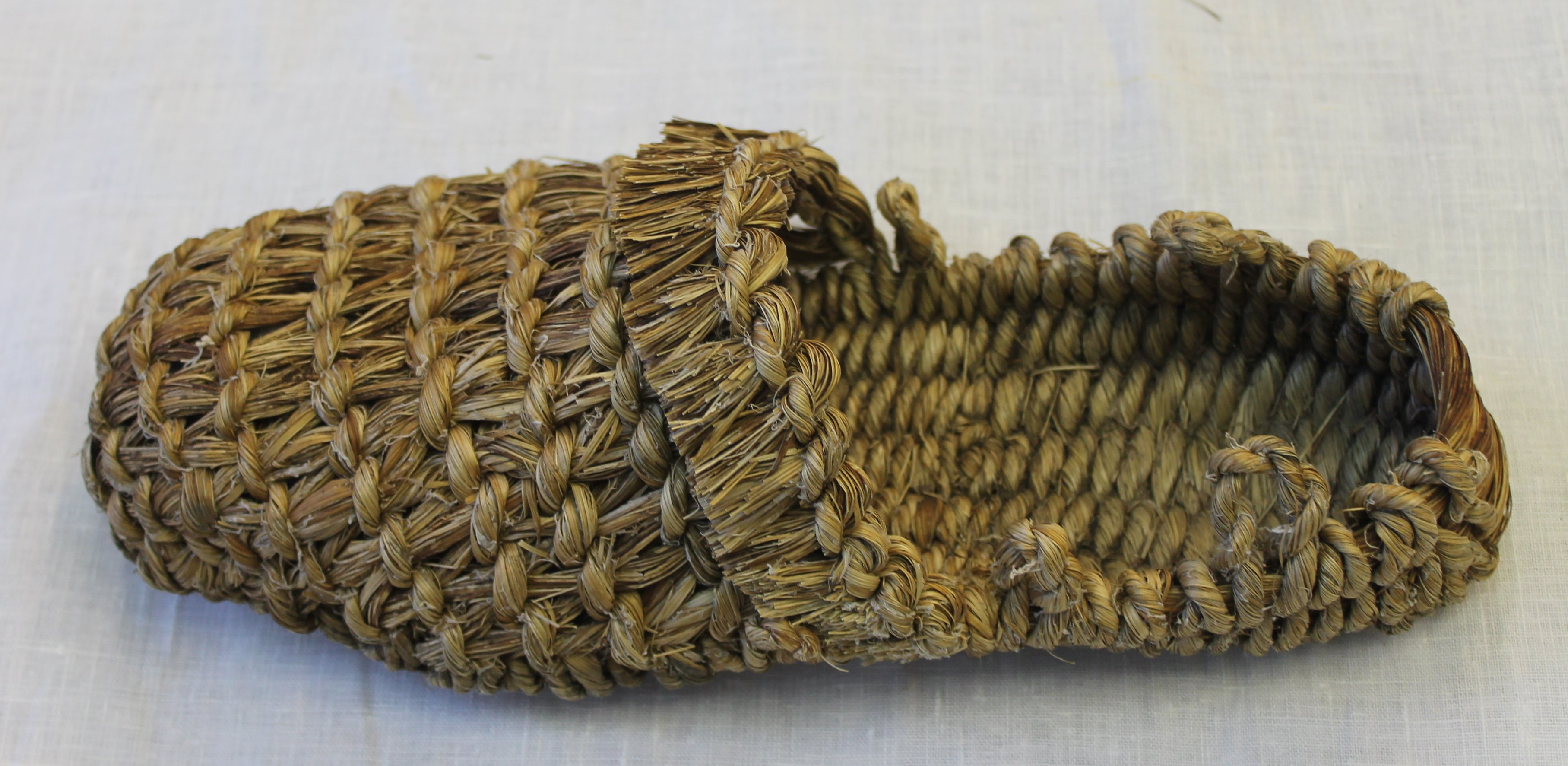
Replika asi 10 000 let staré obuvi z Oregonu

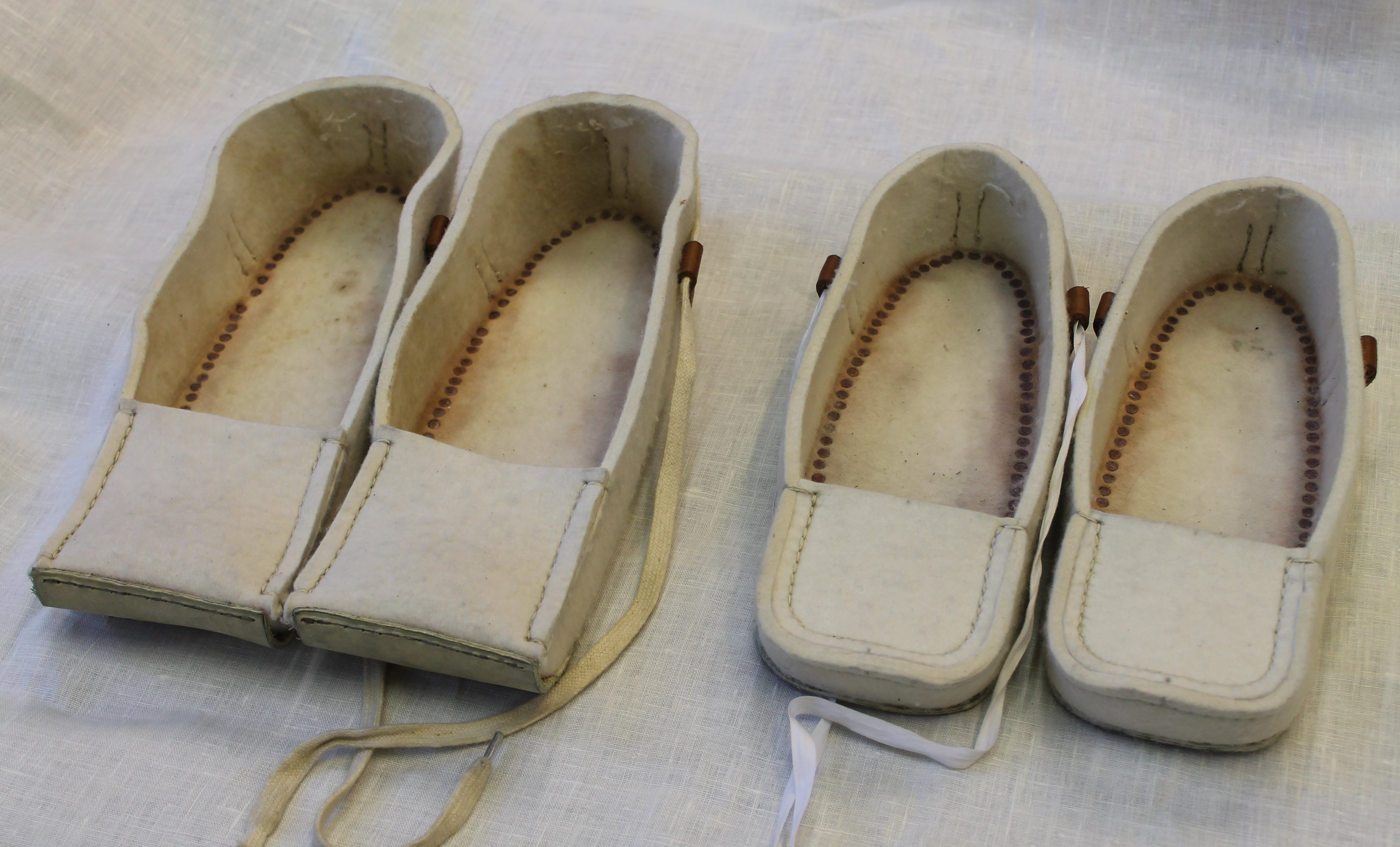
Replika asi 2000 let staré obuvi bojovníků terakotové armády v Číně

Byl viceprezidentem České obuvnické a kožedělné asociace pro oblast vědy a výzkumu. Reprezentoval Českou republiku v mezinárodních organizacích, například UNIDO (United Nations Industrial Development Organization). Pracoval v mezinárodní pracovní skupině pro syndrom diabetické nohy. Přispěl k nové celosvětové nomeklatuře systému velikostí a označování obuvi na půdě mezinárodní organizace ISO (International Standardization Organization) prací v komisi ISO/TC 137. Byl soudním znalcem obuvi a byl předsedou sekce kůže-obuv Komory soudních znalců.
Dlouhodobě se zabýval historií obuvi: studoval a popsal paleoindiánské sandály z jeskyně Fort Rock v Oregonu (USA), mokasíny ze solných dolů v Hallstattu (Kunsthistorisches Museum, Vídeň, Rakousko), obuv terakotové armády Prvního svrchovaného císaře Čchinů (Lin-tchung u Si-anu, Čína), byzantské sandály z Istanbulu (Turecko), fragmenty obuvi z relikviáře sv. Maura (zámek v Bečově nad Teplou), holínky Albrechta z Valdštejna (Krajské muzeum Cheb), obuv utopence ze studny na hradě Špilberku (Brno). Pokusil se doplnit scházející kapitolu do Manuálu Dionýsa z Furny o symbolice sandálů (obuvi) na byzantských ikonách, dokumentoval obuv antických soch ve 24 antických a archeologických muzeích v Řecku. Spolupracoval na popisu sandálu z nálezu na pevnosti Massada (Izrael) a fragmentů obuvi z jeskyní v Kumránu (Izrael). Se svým výzkumným týmem se podílel na výzkumu obuvi Ötziho a provedl archeologický experiment.

## Ocenění
- Křišťálový štít, 1997, Leon, Mexiko
- První cena za profylaktickou obuv pro diabetiky, 2000, San Diego, USA
- Modrá stuha německých obuvníků, 2002, Weissenfels, Německo
- Výzkum Ötziho obuvi zařazen mezi 100 nejlepších vědeckých příběhů časopisu Discovery, 2003
- Kongres EMED AWARD: Zvláštní ocenění za výzkum obuvi z období eneolitu, 2004, Leeds, Velká Británie
- Cena UITIC (Mezinárodní konfederace obuvnických techniků) za vědu, 2005, Tunis
- Osobnost kraje in memoriam, 2014, Zlín [10]

## Publikace
- Connolly T, Hlavacek P, Moore K: 10,000 Years of Shoes, University of Oregon, 2011, 99 pages, see at Amazon
- Malina J. and others (incl. Hlaváček P.): The Dictionary of Anthropology (with consideration of the history of literature and art) or What Every Human Should Know about Humans, 2009, Brno, 4738p, see online
- Bus S., Valk D., van Deursen R., Armstrong D., Caravaggi C., Hlaváček P., Bakker K., Cavanagh P.: Specific guidelines on footwear and offloading, Diabetes Metab Res Rev 2008; 24(Suppl 1): S192–S193, see PDF